# Cystoseira
Genre
Synonymes
- Abrotanifolia Stackhouse, 1809[2]
- Carpodesmia Greville, 1830[2]
- Cystophyllum J.Agardh, 1848[2]
- Gongolaria Boehmer, 1760[2]
- Monilifera Stackhouse, 1809[2]
- Sirophysalis Kützing, 1843[2]

Cystoseira, les cystoseires, est un genre d'algues brunes de la famille des Sargassaceae. 

## Étymologie
Le nom de genre Cystoseira vient des mots grecs κύστις / kýstis, « vessie ; poche », et σειρά / seirá, « corde ; chaine », littéralement « vessies en chaine », en référence à la présence de pneumatocystes tout le long des frondes qui permettent leur flottaison.

## Liste d'espèces
Il existe une quarantaine d'espèces dont le statut d'espèce a été accepté. Le lectotype du genre est Cystoseira concatenata (Linnaeus) C.Agardh, aujourd'hui décrit comme Cystoseira foeniculacea (Linnaeus) Greville.
Selon AlgaeBase (7 juin 2018) :
- Cystoseira abies-marina (S.G.Gmelin) C.Agardh
- Cystoseira algeriensis Feldmann
- Cystoseira amentacea (C.Agardh) Bory
- Cystoseira australis C.Agardh
- Cystoseira axillaris (Turner) C.Agardh
- Cystoseira baccata (S.G.Gmelin) P.C.Silva
- Cystoseira barbata (Stackhouse) C.Agardh
- Cystoseira barbatula Kützing
- Cystoseira billardierei (Bory) Endlicher
- Cystoseira boryana (Kützing) Meneghini
- Cystoseira bosphorica Sauvageau
- Cystoseira brachycarpa J.Agardh
- Cystoseira caudata C.Agardh
- Cystoseira cephalornithos (Labill.) C.Agardh
- Cystoseira compressa (Esper) Gerloff & Nizamuddin
- Cystoseira corniculata (Turner) Zanardini
- Cystoseira crinita Duby
- Cystoseira crinitophylla Ercegovic
- Cystoseira divaricata Kützing
- Cystoseira dorycarpa (Turner) C.Agardh
- Cystoseira dubia Valiante
- Cystoseira elata Kützing
- Cystoseira elegans Sauvageau
- Cystoseira filifolia (C.Agardh) C.Agardh
- Cystoseira flabellata Schousboe
- Cystoseira flaccida Kützing
- Cystoseira foeniculacea (Linnaeus) Greville
- Cystoseira funkii Schiffner ex Gerloff & Nizamuddin
- Cystoseira glomerata Kützing
- Cystoseira gracilis Kützing
- Cystoseira helvetica Heer
- Cystoseira humilis Schousboe ex Kützing
- Cystoseira hyblaea Giaccone
- Cystoseira hypocarpa Kützing
- Cystoseira linearifolia Schousboe
- Cystoseira macrocarpa Kützing
- Cystoseira masoudii Nizamuddin
- Cystoseira mauritanica Sauvageau
- Cystoseira mediterranea Sauvageau
- Cystoseira melanothrix (Kützing) Piccone
- Cystoseira micheleae Verlaque, Blanfuné, Boudouresque, Thibaut & Sellam
- Cystoseira microcarpa Kützing
- Cystoseira montagnei J.Agardh
- Cystoseira mucronata (Turner) Gaillon
- Cystoseira nigra Bory
- Cystoseira nodicaulis (Withering) M.Roberts
- Cystoseira occidentalis Gardner
- Cystoseira oligacantha (Kützing) Harvey
- Cystoseira oligacantha Kützing
- Cystoseira ornithocephala Sprengel
- Cystoseira paniculata (Turner) C.Agardh
- Cystoseira pappafaviana Zanardini
- Cystoseira paradoxa (Turner) C.Agardh
- Cystoseira patentissima Kützing
- Cystoseira pelagosae Ercegovic
- Cystoseira pinnata Kützing
- Cystoseira platyclada Sauvageau
- Cystoseira platylobium (Mertens) C.Agardh
- Cystoseira pycnoclada Schiffner ex Gerloff & Nizamuddin
- Cystoseira quercifolia (Turner) C.Agardh
- Cystoseira rayssiae Ramon
- Cystoseira sauvageauana Hamel
- Cystoseira sauvageauiana Hamel
- Cystoseira schiffneri Hamel
- Cystoseira scoparia Bory
- Cystoseira scoparia Bory ex Lenormand
- Cystoseira scoparia J.Agardh
- Cystoseira sedoides (Desfontaines) C.Agardh
- Cystoseira selacia Agardh
- Cystoseira selaginoides Naccari
- Cystoseira senegalensis P.A.Dangeard
- Cystoseira sieberi (Bory) Endlicher
- Cystoseira siliquastrum (Turner) C.Agardh
- Cystoseira sonderi (Kützing) Piccone
- Cystoseira spicigera C.Agardh
- Cystoseira squarrosa De Notaris
- Cystoseira susanensis Nizamuddin
- Cystoseira tamariscifolia (Hudson) Papenfuss
- Cystoseira thyrsigera Postels & Ruprecht
- Cystoseira thysigera Postels & Ruprecht
- Cystoseira tingitana Sauvageau
- Cystoseira tophosa Filarszky
- Cystoseira tuberculata C.Agardh
- Cystoseira usneoides (Linnaeus) M.Roberts
- Cystoseira wildpretii Nizamuddin
- Cystoseira zosteroides (Turner) C.Agardh

Selon ITIS (7 juin 2018) :
- Cystoseira baccata
- Cystoseira barbata
- Cystoseira compressa
- Cystoseira concatenata (Linnaeus) Agardh
- Cystoseira discors
- Cystoseira foeniculacea
- Cystoseira geminata
- Cystoseira granulata
- Cystoseira mediterranea
- Cystoseira myriophylloides
- Cystoseira neglecta Setchell & Gardner, 1917
- Cystoseira osmundacea Turn.
- Cystoseira sauvageauiana
- Cystoseira schiffneri
- Cystoseira sedoides
- Cystoseira setchellii Gardn.
- Cystoseira tamariscifolia

Selon World Register of Marine Species (7 juin 2018) :
- Cystoseira abies-marina (S.G.Gmelin) C.Agardh, 1820
- Cystoseira algeriensis Feldmann, 1945
- Cystoseira amentacea (C.Agardh) Bory de Saint-Vincent, 1832
- Cystoseira australis C.Agardh
- Cystoseira axillaris (Turner) C.Agardh
- Cystoseira baccata (S.G.Gmelin) P.C.Silva, 1952
- Cystoseira barbata (Stackhouse) C.Agardh, 1820
- Cystoseira barbatula Kützing, 1860
- Cystoseira billardieri (Bory) Endlicher
- Cystoseira boryana (Kützing) Meneghini
- Cystoseira brachycarpa J.Agardh, 1896
- Cystoseira caudata C.Agardh
- Cystoseira cephalornithos (Labill.) C.Agardh
- Cystoseira compressa (Esper) Gerloff & Nizamuddin, 1975
- Cystoseira corniculata (Turner) Zanardini, 1841
- Cystoseira crinita Duby, 1830
- Cystoseira crinitophylla Ercegovic, 1952
- Cystoseira divaricata Kützing
- Cystoseira dorycarpa (Turner) C.Agardh
- Cystoseira dubia Valiante, 1883
- Cystoseira elata Kützing
- Cystoseira elegans Sauvageau, 1912
- Cystoseira filifolia (C.Agardh) C.Agardh
- Cystoseira flabellata Schousboe
- Cystoseira flaccida Kützing, 1843
- Cystoseira foeniculacea (Linnaeus) Greville, 1830
- Cystoseira funkii Schiffner ex Gerloff & Nizamuddin, 1976
- Cystoseira gerloffii Nizamuddin
- Cystoseira glomerata Kützing
- Cystoseira gracilis Kützing
- Cystoseira granulata C.Agardh, 1820
- Cystoseira helvetica Heer, 1877 †
- Cystoseira humilis Schousboe ex Kützing, 1860
- Cystoseira hyblaea Giaccone, 1985
- Cystoseira hypocarpa Kützing, 1854
- Cystoseira lepidium Ruprecht, 1850
- Cystoseira leptocarpa Kützing
- Cystoseira linearifolia Schousboe
- Cystoseira macrocarpa Kützing, 1854
- Cystoseira masoudii Nizamuddin, 1995
- Cystoseira mauritanica Sauvageau, 1911
- Cystoseira mediterranea Sauvageau, 1912
- Cystoseira melanothrix (Kützing) Piccone, 1884
- Cystoseira micheleae Verlaque, Blanfuné, Boudouresque, Thibaut & Sellam, 2017
- Cystoseira microcarpa Kützing
- Cystoseira montagnei J.Agardh, 1842
- Cystoseira mucronata (Turner) Gaillon
- Cystoseira nigra Bory de Saint-Vincent
- Cystoseira nodicaulis (Withering) M.Roberts, 1967
- Cystoseira occidentalis Gardner, 1923 †
- Cystoseira oligacantha (Kützing) Harvey
- Cystoseira oligacantha Kützing
- Cystoseira ornithocephala Sprengel
- Cystoseira paniculata (Turner) C.Agardh
- Cystoseira pappafaviana Zanardini
- Cystoseira paradoxa (Turner) C.Agardh
- Cystoseira patentissima Kützing, 1849
- Cystoseira pelagosae Ercegovic, 1952
- Cystoseira pinnata Kützing
- Cystoseira platyclada Sauvageau, 1912
- Cystoseira platylobium (Mertens) C.Agardh
- Cystoseira quercifolia (Turner) C.Agardh
- Cystoseira rayssiae E.Ramon, 2000
- Cystoseira rechingeri Schiffner ex Gerloff & Nizamuddin
- Cystoseira sauvageauana Hamel, 1939
- Cystoseira sauvageauiana Hamel
- Cystoseira scoparia Bory de Saint-Vincent
- Cystoseira scoparia Bory ex Lenormand
- Cystoseira scoparia J.Agardh
- Cystoseira sedoides (Desfontaines) C.Agardh, 1820
- Cystoseira selacia Agardh
- Cystoseira selaginoides Naccari, 1828
- Cystoseira senegalensis P.A.Dangeard, 1938
- Cystoseira sieberi (Bory) Endlicher
- Cystoseira siliquastrum (Turner) C.Agardh
- Cystoseira sonderi (Kützing) Piccone, 1886
- Cystoseira spicigera C.Agardh, 1820
- Cystoseira spinosa Sauvageau, 1912
- Cystoseira squarrosa De Notaris, 1841
- Cystoseira susanensis Nizamuddin, 1985
- Cystoseira tamariscifolia (Hudson) Papenfuss, 1950
- Cystoseira thyrsigera Postels & Ruprecht
- Cystoseira thysigera Postels & Ruprecht, 1840
- Cystoseira tingitana Sauvageau
- Cystoseira tophosa Filarszky
- Cystoseira tuberculata C.Agardh
- Cystoseira turneri (Yendo) Roberts
- Cystoseira usneoides (Linnaeus) M.Roberts, 1968
- Cystoseira wildpretii Nizamuddin, 1995
- Cystoseira zosteroides C.Agardh, 1820

## Distribution
Quelques espèces sont présentes le long des côtes atlantiques, principalement C. baccata, C. nodicaulis, C. foeniculacea, C. humilis et C. tamariscifolia. Néanmoins, la majorité des espèces se retrouvent en Méditerranée, où le genre a connu une radiation adaptative importante, résultant en une trentaine d'espèces.

## Écologie
Les espèces de ce genre se développent dans l'étage infralittoral ou dans les cuvettes de l'étage médiolittoral,. En mer Méditerranée, les différentes espèces de cystoseires sont réparties verticalement sur le littoral et façonnent la physionomie de la végétation de cette mer.
Elles jouent un rôle primordial dans la structure des communautés du littoral, en étant la base d'habitats dont la diversité spécifique est importante. Certaines espèces forment des canopées en eaux peu profondes (Cystoseira amentacea est l'espèce la plus commune) et d'autres espèces sont la base d'écosystèmes en eaux plus profondes (25-47 m). 

## Etat des populations et protection
Les Cystoseira sont en déclin en mer Méditerranée.
C. amentacea, C. mediterranea, C. sedoides, C. spinosa et C. zosteroides sont protégées par la Convention de Berne.